# Arnošt Faltýnek
Arnošt Faltýnek (8. ledna 1906 Vrahovice – 16. září 1991 Brno) byl český herec. Nevystudoval žádnou hereckou školu a od 18 let hrál v divadle.

## Filmografie
- Prodloužený čas (1984)
- Čistá řeka (1978)
- Píseň o stromu a růži (1978)
- Honza málem králem (1977)
- Já to tedy beru, šéfe...! (1977)
- Běž, ať ti neuteče (1976)
- Dobrý den, město (1976)
- Náš dědek Josef (1976)
- 30 případů majora Zemana (1974)
- Zlatá svatba (1972)
- Návrat pana Ryšánka (1971)
- Princ a chuďas (1971)
- Návštěvy (1970)
- Velká neznámá (1970)
- Panenství a kriminál (1969)
- Maratón (1968)
- Rakev ve snu viděti... (1968)
- Inzerát (1967)
- Svatební cesta aneb Ještě ne, Evžene! (1966)
- Atentát (1964)
- A to všechno za týden (1964)
- Starci na chmelu (1964)
- Bez svatozáře (1963)
- Máte doma lva? (1963)
- Tři chlapi v chalupě (1963)
- Černá dynastie (1962)
- Praha nultá hodina (1962)
- Prosím, nebudit! (1962)
- Tři chlapi v chalupě (1962)
- Červnové dny (1961)
- Chvíle rozhodnutí (1961)
- Jarní povětří (1961)
- Střevíčky (1961)
- Bílá spona (1960)
- Černá sobota (1960)
- Chlap jak hora (1960)
- Lidé jako ty (1960)
- Zlepšovák (1960)
- Slečna od vody (1959)
- Kasaři (1958)
- Mezi nebem a zemí (1958)
- Tři přání (1958)
- Bomba (1957)
- Škola otců (1957)
- Zářijové noci (1957)
- Dobrý voják Švejk (1956)
- Jurášek (1956)
- Vina Vladimíra Olmera (1955)
- Zaostřit, prosím! (1955)
- Zlatý pavouk (1955)
- Anděl na horách (1955)
- Botostroj (1954)
- Milujeme (1951)